# Literatur Nigerias
Die nigerianische Literatur kann grob definiert werden als das literarische Schreiben von Bürgern der Nation Nigeria für nigerianische Leser, das sich mit nigerianischen Themen befasst. Dazu gehören Schriftsteller in einer Reihe von Sprachen, darunter nicht nur Englisch, sondern auch Igbo, Urhobo, Yoruba und im nördlichen Teil des Landes Hausa und Nupe. Im weiteren Sinne gehören auch britische Nigerianer, nigerianische Amerikaner und andere Mitglieder der afrikanischen Diaspora dazu.
Things Fall Apart (1958) von Chinua Achebe ist einer der Meilensteine der afrikanischen Literatur. Andere postkoloniale Autoren haben zahlreiche Auszeichnungen erhalten, darunter den Literaturnobelpreis, der 1986 an Wole Soyinka verliehen wurde, und den Booker Prize, der 1991 an Ben Okri für The Famished Road ging. Nigerianer sind auch unter den Empfängern des Caine Prize und des Wole Soyinka Prize for Literature in Africa stark vertreten.

## Nigerianische Literatur in englischer Sprache
Die nigerianische Literatur ist überwiegend englischsprachig. Literatur in den Landessprachen Yoruba, Igbo und Hausa spielt nur eine untergeordnete Rolle. Die meisten wichtigen englischsprachigen Autoren in Westafrika stammen aus Nigeria.

### Unter britischer Herrschaft
Der Beginn der nigerianischen Literatur (insbesondere die der Yoruba) ist eng mit dem deutschen Phonetiker und Professor an der Universität von Ibadan Ulli Beier und seiner österreichischen Frau Susanne Wenger verbunden, die sich 1950 in Ibadan, später in Ede und Osogbo, niederließen und mit dem Mbari-Club zukünftige Literaten des Landes wie Soyinka und Achebe miteinander bekanntmachte und förderte. Beier (der in den 30er Jahren vor den Nationalsozialisten flüchten musste) und Wenger erhielten zur Anerkennung ihrer Verdienste die nigerianische Staatsangehörigkeit.
Einer der ersten modernen nigerianischen Autoren war Amos Tutuola. In seinem Hauptwerk The Palm Wine Drinkard (1952) folgt der Autor einem vom Palmwein berauschten Mann in eine märchenhafte Atmosphäre, die ihn in die Stadt der Toten führt. Dort entdeckt er eine magische Welt, die von Geistern, Dämonen und übernatürlichen Wesen bevölkert ist. Das Buch widersprach allen realistischen Erzählkonventionen und war in fehlerhaftem Englisch geschrieben. Gerade deshalb wurde das Buch später stilbildend und hoch angesehen, obwohl es damals kritisiert wurde, weil es die Nigerianer als barbarische, ständig betrunkene Menschen verunglimpfte und rassistische Phantasien provozierte.
Im Jahr 1957 gründete Prof. Beier (s. o.) die Zeitschrift Black Orpheus, sie wurde zum wichtigsten Forum für viele nigerianische Dichter und Schriftsteller dieser Zeit.

### Unabhängigkeit
Eine Reihe von Schriftstellern, die Mitglieder des Mbari-Clubs von Prof. Ulli Beier waren, wurden unmittelbar nach der Unabhängigkeit populär.
Das Arts Theatre der Universität von Ibadan entwickelte sich ab 1961 zu einem Tourneetheater, das jedoch hauptsächlich Stücke europäischer Autoren aufführte. Als kritische Reaktion auf die sich abzeichnende Entfremdung des Theaters vom afrikanischen Alltag in Ibadan entwickelte sich der Mbari Club zu einem literarischen Zentrum für afrikanische Literaten. Der Dramatiker John Pepper Clark-Bekederemo inszenierte hier 1962 sein erstes Stück Song of a Goat, eine Synthese aus Formen des antiken Theaters und einem in Afrika stets aktuellen Thema – Fruchtbarkeit und Mutterschaft – für die europäisch gebildete junge Generation. 1966 dokumentierte er in seinem Drama Ozidi das Fest eines Helden des Ijaw-Volkes, das alle 25 Jahre im Nigerdelta gefeiert wird, in der Originalsprache, bearbeitete es dramatisch und übersetzte es ins Englische. Er verwandelte die folkloristische Symbolik in eine psychoanalytische.
Als einziger Vertreter der négritude in Nigeria galt der Essayist und Literaturwissenschaftler Abiola Irele, der 1968 Direktor der Zeitschrift Black Orpheus wurde. Er kritisierte die Überbetonung der ideologischen Unterschiede zwischen den englisch- und französischsprachigen Schriftstellern Afrikas.
Bereits in den 1950er Jahren entstand in Nigeria eine populäre Großstadtliteratur nach amerikanischem Vorbild, die in Heften veröffentlicht wurde, die auf dem Markt verteilt wurden, die so genannte Onitsha-Marktliteratur, deren wohl bedeutendster Vertreter Cyprian Ekwensi war. Ekwensi, der Sohn eines Geschichtenerzählers, schrieb Hunderte von Kurzgeschichten sowie 35 Romane und Kinderbücher. Sein bekanntestes Werk ist Jagua Nana (1961), eine Beschreibung des Lebens einer alternden Sexarbeiterin, die nicht frei von Stereotypen ist.

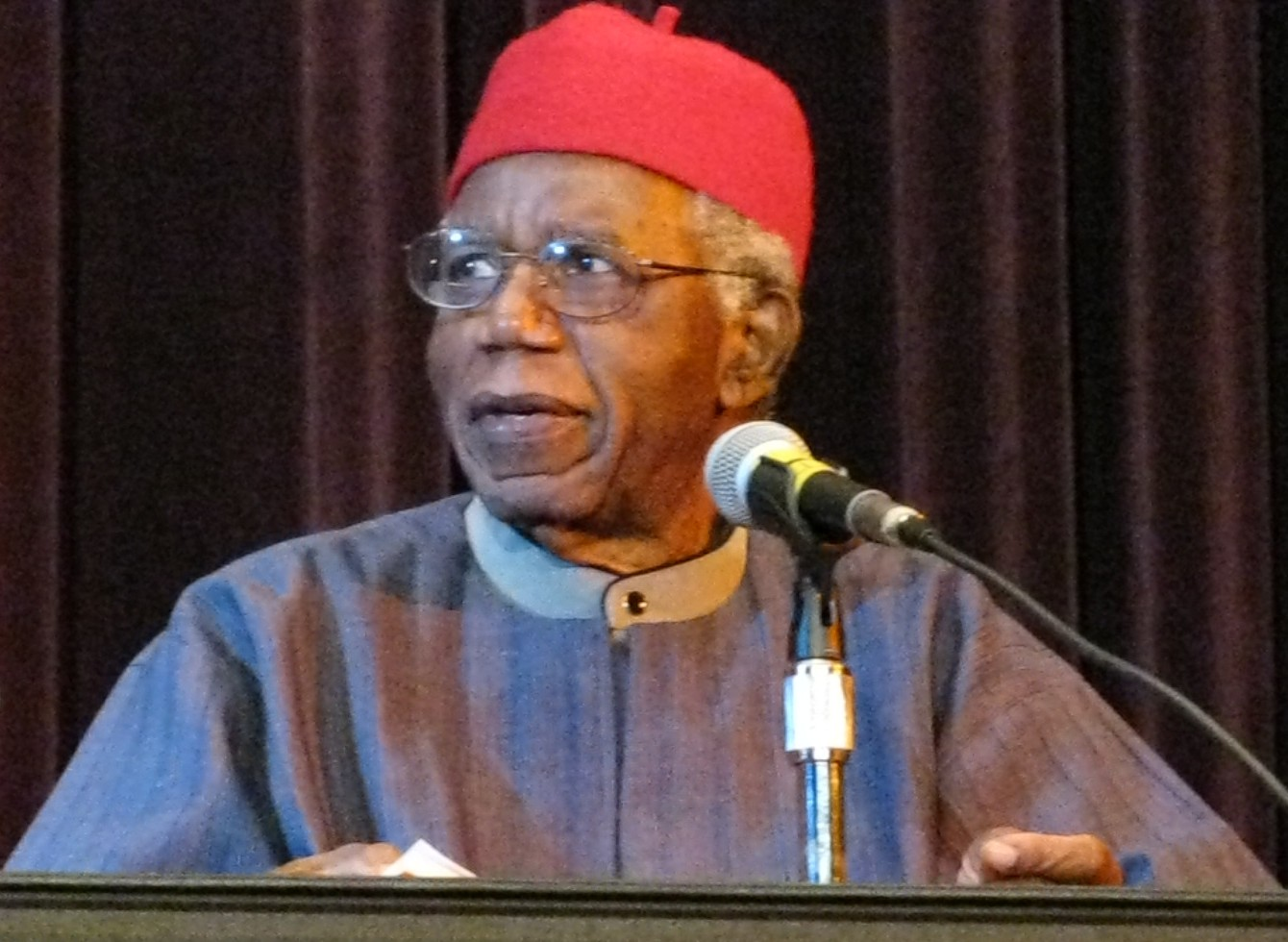
Chinua Achebe

Chinua Achebe, Träger des Friedenspreises des Deutschen Buchhandels 2002, gilt als wichtigster Begründer der englischsprachigen Literatur in Westafrika. Sein Debüt als Romancier und Dichter gab er mit Things Fall Apart (1958), das zusammen mit No Longer at Ease (1960) sein Hauptwerk darstellt. In seinen Romanen stehen die afrikanischen Helden an der Schnittstelle zweier Welten: einer westlichen Welt mit einer abstrakten Rationalität ohne Gerechtigkeit und einem Afrika, dessen überholte traditionelle Werte seine Untertanen für das neue Zeitalter behindern. Er ist einer der bekanntesten afrikanischen Autoren in englischer Sprache. Deshalb wurde er auch mehrfach für den Literaturnobelpreis vorgeschlagen. Things Fall Apart beschreibt ein Afrika vor der Ankunft der Europäer, in dem alte Werte gelten, die Achebe hervorheben möchte. Das Buch erreichte 1969 eine Auflage von 400.000 Exemplaren und 1987 von drei Millionen Exemplaren. Es wurde in 45 Sprachen übersetzt. In Anthills of the Savannah (1987) beschreibt er ein Afrika, das von Korruption und der falschen Position der Intellektuellen beherrscht wird und in dem die Frauen die Zukunft sind. Chinua Achebe wurde 2007 in Anerkennung seiner gesamten Karriere als Romancier und Autor mit dem Man Booker International Prize ausgezeichnet. Bei der Verleihung des Preises bezeichnete Nadine Gordimer Achebe als „den Vater der modernen afrikanischen Literatur“.

### Nach dem Biafra-Krieg
Flora Nwapa begann ihre Karriere als Schriftstellerin, als sie an der Queen's School in Enugu unterrichtete. Zwei ihrer Romane, Efuru (1966) und Idu (1970), spielen in ihrem Heimatdorf und machen die Leser mit den örtlichen Bräuchen vertraut. Sie schildern die Funktionsweise der patriarchalischen und nach Altersgruppen gegliederten Gesellschaft, die die Lösung von Problemen und Konflikten ermöglicht, sowie die Rolle der Kolanuss bei allen Familienzeremonien. Sie sprechen die Themen an, die sich durch ihr gesamtes Werk ziehen werden: die Rolle der Kinder in der Familie, die Folgen der weiblichen Unfruchtbarkeit, die Stellung der Frau in der nigerianischen Gesellschaft und ihr vitales Bedürfnis nach wirtschaftlicher Unabhängigkeit. Never again (1975) erinnert an die schrecklichen Jahre des Biafra-Krieges und die verheerenden Auswirkungen der Propaganda, die jegliches kritische Denken verbot. 1966, als bereits 25 Titel in der African Writers Series des Verlags erschienen waren, wurde Flora Nwapa als erste Frau in die Reihe aufgenommen. Es sollte noch 30 weitere Titel dauern, bis eine weitere Frau in der Reihe erschien.

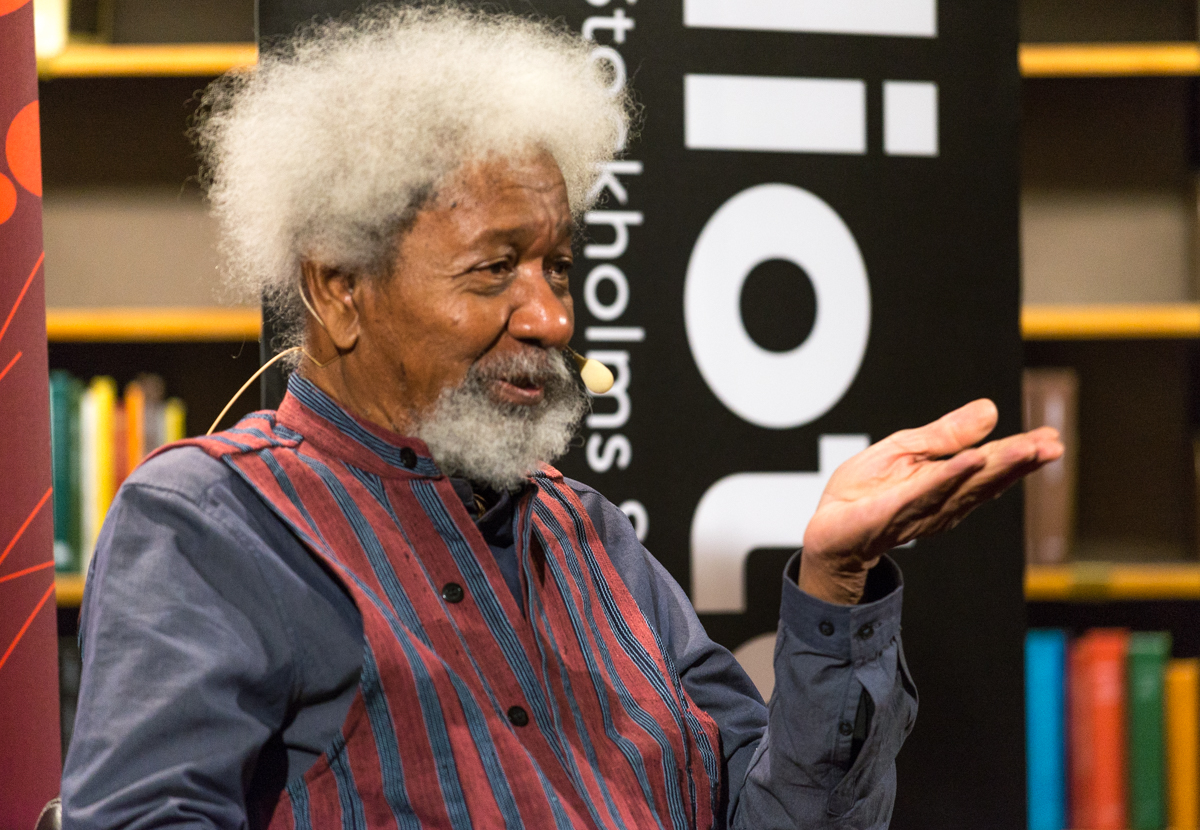
Wole Soyinka

Wole Soyinka ist ein Drehbuchautor und Regisseur. Er wurde 1986 mit dem Nobelpreis für Literatur ausgezeichnet und ist der erste schwarze Autor, der auf diese Weise geehrt wurde. Soyinka erhielt den Preis dafür, dass er „...in einer breiten kulturellen Perspektive und mit poetischen Obertönen das Drama der Existenz gestaltet“. Der produktive und vielseitige Künstler hat zahlreiche Theaterstücke, autobiografische Erzählungen, Gedichtbände und Kurzgeschichten, Romane sowie politische und literarische Essays geschrieben. Bekannt für den Reichtum seiner poetischen Bilder und die Komplexität seiner Gedanken, zählt er zu seinen Meisterwerken die antikolonialistische Tragödie Der Tod und der Reiter des Königs (1975).
Buchi Emecheta, eine in London lebender Nigerianerin, beschäftigte sich mit Themen wie Mutterschaft, sozialen Gegensätzen sowie Unabhängigkeit und Freiheit für Frauen. Der tragisch-romantische Roman The Bride Price (1976) spiegelt die gesellschaftlichen Konventionen in Nigeria um 1970 wider, nämlich die der arrangierten Ehen, der Brautentführungen und des im Titel erwähnten Brautpreises. Die Heldin Aku-nna findet durch Klugheit und Mut den Ehemann, der ihre Gefühle erwidert. Allerdings bleibt ihr nicht viel Zeit, ihr Glück zu genießen. Second Class Citizen (1974) handelt von einer nigerianischen Frau, die mit ihren Kindern zu ihrem Mann zieht, der bereits in Großbritannien lebt. Sie stößt auf rassistische Ressentiments und häusliche Gewalt, bevor sie ihren Traum von einer Schriftstellerkarriere verwirklichen kann.

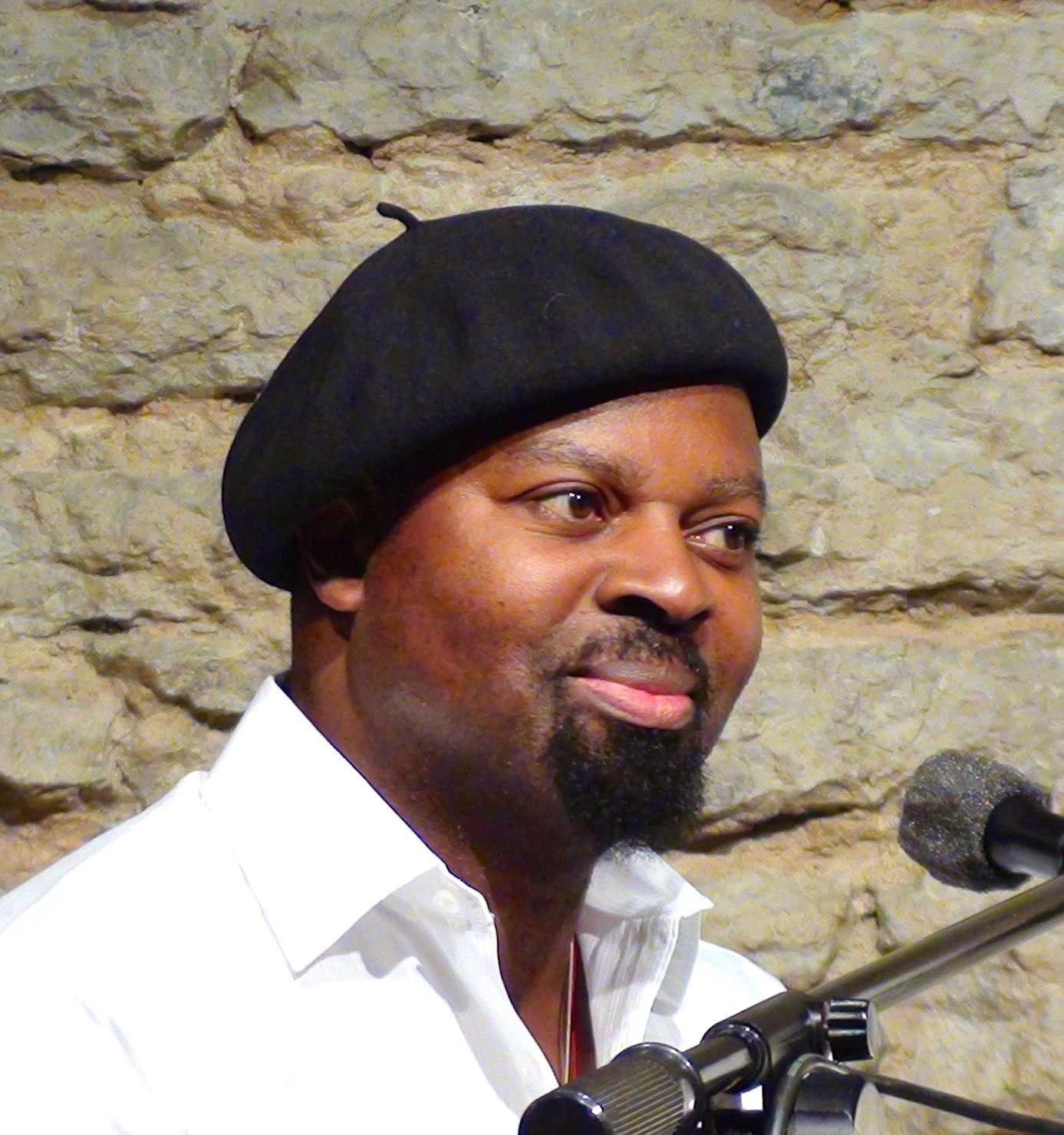
Ben Okri

Ben Okri schrieb zunächst Kurzgeschichten über soziale und politische Probleme, von denen einige in Frauenzeitschriften und Abendzeitungen veröffentlicht wurden. Mit der Veröffentlichung seines ersten Romans, Flowers and Shadows (1980), hatte Okri Erfolg. Von 1983 bis 1986 arbeitete er für das West Africa Magazine, wo er als Redakteur für den Lyrikteil tätig war. 1991 gewann er den Booker Prize in der Kategorie Belletristik für The Famished Road, einen magisch-surrealistischen Roman über Azaro, ein „Geisterkind“.

### Der Umgang mit der Diktatur
Die Hauptthemen der 1980er und 1990er Jahre waren die Demokratisierungsbewegung und die Kritik an den Militärdiktaturen. Die Kritik an der nigerianischen Militärdiktatur kostete den Romancier, Drehbuchautor und Umweltaktivisten Ken Saro-Wiwa das Leben: Er wurde 1995 unter dem Regime von Sani Abacha zum Tode verurteilt. Helon Habilas Oil on Water (2010) beschäftigte sich mit den Opfern der Militärdiktatur und der anhaltenden Ölpest im Nigerdelta.

### Das neue Jahrtausend

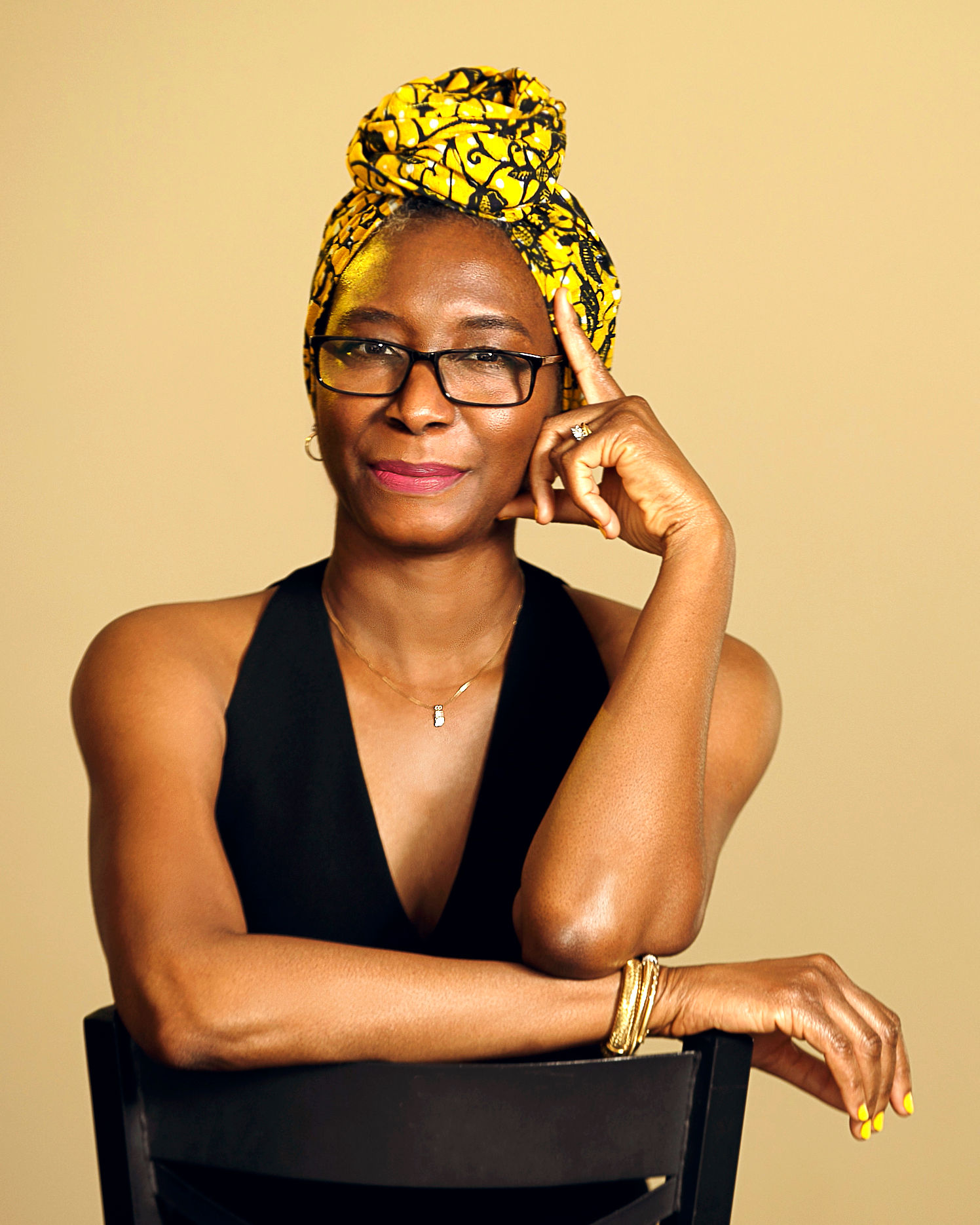
Sefi Atta

Sefi Atta ist Schriftstellerin und Theaterautorin. Ihr Everything Good Will Come (2005) ist ein Bildungsroman, der das Leben zweier Frauen beschreibt. Nach einer Reihe dramatischer Ereignisse, Spannungen zwischen verschiedenen ethnischen Gruppen, Rebellion gegen eine von Männern dominierte Gesellschaft und gesellschaftliche Erwartungen findet die Heldin bei einer Gruppe politischer Aktivisten Schutz und Verständnis.
Femi Osofisan verwendet in seinen rund 60 Stücken surrealistische Stilmittel und traditionelle afrikanische Ausdrucksformen mit pädagogischem Anspruch und adaptiert häufig europäische Klassiker. Seine Themen sind der Wandel von Traditionen, Geschlecht und sexuelle Unterdrückung. Women of Owu (2004) ist eine Nacherzählung von Euripides' Troerinnen.
Chimamanda Ngozi Adichies literarische Karriere begann 2003 mit der Veröffentlichung von Purple Hibiscus, einem Initiationsroman, in dem ein Bruder und eine Schwester endlich ihre Stimmen wiederfinden. Der von der Kritik gefeierte Debütroman wurde 2004 für den Baileys Women's Prize for Fiction nominiert und 2005 als bestes Debüt beim Commonwealth Writers’ Prize ausgezeichnet. Ihr zweiter Roman, Half of a Yellow Sun, wurde 2006 veröffentlicht und spielt vor und während des Biafra-Krieges, in dem wir das Leben zweier durch den Krieg getrennter Schwestern verfolgen. Das Buch gewann 2007 den Orange Prize for Fiction sowie den Anisfield-Wolf Book Award. Ihr drittes Werk, die Kurzgeschichtensammlung The Thing Around Your Neck, erschien 2009. 2013 veröffentlichte sie ihr viertes Buch, den Roman Americanah, der die Geschichte einer jungen nigerianischen Frau namens Ifemelu erzählt, die in die USA ausgewandert ist, und eines jungen Mannes, der in das Vereinigte Königreich ausgewandert ist. Ifemelu ist mit Armut, Diskriminierung und Rassismus konfrontiert, bis sie in der Blogosphäre zum Star wird. Sie wird zur „ersten Bloggerin zum Thema Rasse“. Der Roman wurde von der New York Times zu einem der „10 besten Bücher des Jahres 2013“ gewählt.

### Nach 2010: Soziale Netzwerke, Telekommunikation und ihre Auswirkungen auf die nigerianische Gesellschaft
Die nigerianische Literatur nach 2010 konzentriert sich auf das reale Leben in den nigerianischen Großstädten und den Einfluss der sozialen Netzwerke auf das nigerianische Gesellschaftsleben.
Zu den jüngeren nigerianischen Autoren gehört Adaobi Tricia Nwaubani, die 2010 mit dem Commonwealth Writers’ Prize für den besten Debütroman I Do Not Come to You by Chance ausgezeichnet wurde. Darin beschreibt sie die Geschichte des jungen Akademikers Kingsley Ibe, der keine Stelle findet und sich um seine pensionierten Eltern und jüngeren Geschwister kümmern muss. Sein wohlhabender Onkel Boniface bietet ihm einen Ausweg aus diesem Dilemma, verlangt aber Kingsleys Beteiligung an seinem kriminellen und riskanten E-Mail-Betrugsgeschäft.
Elnathan Johns Kurzgeschichte Bayan Layi stand 2013 auf der Shortlist für den Caine Prize. Seine Kurzgeschichte Flying kam 2015 erneut auf die Shortlist. Sein erster Roman Born on a Tuesday wurde 2016 veröffentlicht und zeichnet die Prägung von Jugendlichen durch Gewalterfahrungen nach. Er steht auf der Shortlist für den NLNG Literary Award, Nigerias renommiertesten Literaturpreis, und auf der Shortlist für den Republic of Consciousness Award 2017. Zusammen mit dem Cartoonisten Àlàbá Ònájin schildert er in dem Comic Lagos - Life in Suburbia den Alltag der Familie des wohlhabenden freikirchlichen Geistlichen Akpoborie.

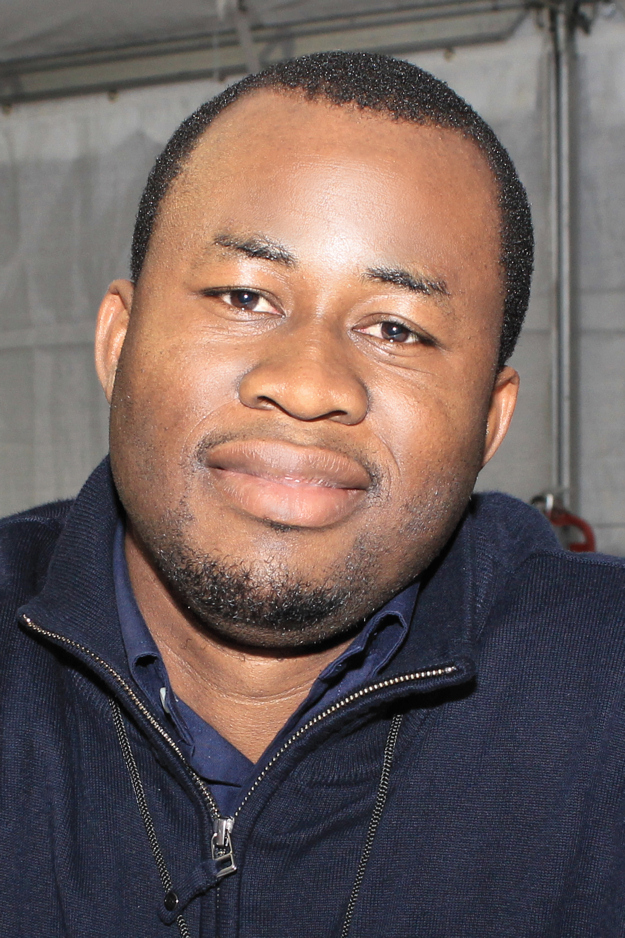
Chigozie Obioma

Chigozie Obioma wurde durch zwei erfolgreiche Romane bekannt. In The Fishermen (2015) geht es um eine unheilvolle Prophezeiung, die vier Brüdern in der Heimatstadt des Autors zum Verhängnis wird. An Orchestra of Minorities (2019) beschreibt das Schicksal eines nigerianischen Hühnerzüchters, der nach Nordzypern zieht, um dort das Geld zu verdienen, das ihm die Akzeptanz und die Liebe seiner Geliebten einbringen soll. Doch in seiner neuen Heimat stößt er auf rassistische Ressentiments und wird um seine Ersparnisse betrogen.
Weitere nigerianische Schriftsteller sind: Daniel O. Fagunwa, Tanure Ojaide, Chris Abani, Ayobami Adebayo, Akwaeke Emezi, Nuzo Onoh, Yemisi Aribisala, A. Igoni Barrett, B.M. Dzukogi, Helen Oyeyemi, Nnedi Okorafor, Uju Obuekwe, Chinelo Okparanta, Sarah Ladipo Manyika, Chika Unigwe, Ogaga Ifowodo, Melekwe Anthony, Gift Foraine Amukoyo, Teju Cole, Niyi Osundare und Oyinkan Braithwaite. Eine Liste der „100 einflussreichsten nigerianischen Schriftsteller unter 40 (Jahr 2016)“ wurde am 28. Dezember 2016 auf der Website der Nigerian Writers Awards veröffentlicht.

## Nigerianische Literatur in der Yoruba-Sprache
Die Literatur der Yoruba profitiert in hohem Maße von der besonderen Erzählkultur dieser Ethnie mit ihren Geister- und Heldengeschichten. Dies drückt sich auch darin aus, dass der erste dunkelhäutige Afrikaner, der (1986) einen Literaturnobelpreis erhielt, Wole Soyinka war – ein Yoruba.
Der erste Roman in Yoruba, Itan-Igbesi Aiye Emi Segilola (Die Lebensgeschichte von mir) über das Leben einer Prostituierten von Isaac B. Thomas, wurde 1929 als Fortsetzungsroman in 30 Teilen in einer Zeitung in Lagos veröffentlicht. Das realistische Buch, das viele Details über Lagos in den 1920er Jahren berichtet, spiegelt die verschiedenen sprachlichen Einflüsse und die Besonderheiten der mündlichen städtischen Sprache wider. In den neuen Ausgaben, die als Bücher veröffentlicht wurden, wurde der Stil „literarisiert“. Es folgte The Forest of a Thousand Daemons (1938) von Daniel Olorumfemi Fagunwa. Dieser magisch-folkloristische Abenteuerroman voller schwülstiger Rhetorik, dessen Hauptfigur der legendäre Yoruba-Jäger Àkàrà-Oògùn ist, gilt als das erste substantielle Buch in Yoruba und wurde mehrfach neu aufgelegt und 1968 von Wole Soyinka ins Englische übersetzt. In seinen insgesamt fünf Romanen, von denen sich zwei mit der vorkolonialen Gesellschaft und die anderen mit den kolonialen Einflüssen auf die Yoruba-Gesellschaft befassen, werden sowohl traditionelle Yoruba-Werte als auch christliche Werte hochgehalten. In seinen Dramen nutzt er die verfremdende Selbstvorstellung der Figur und betont die genealogische Verankerung seiner Charaktere.
Duro Ladipo, Sohn eines anglikanischen Geistlichen, war ein Dramatiker, der ausschließlich in Yoruba schrieb und in seinen Stücken, in denen er selbst mitwirkte, alte Mythen, Märchen und Geschichten aus christlichen, islamischen oder yorubischen Traditionen adaptierte. Ein weiterer bedeutender Dramatiker des Yoruba-Volkstheaters (der Yoruba-Oper) war Hubert Ogunde, der diese Stücke, die immer mit Musik verbunden waren, auch auf Englisch schrieb. Der Politiker Afolabi Olabimtan schrieb ebenfalls Romane in Yoruba.
Eine besondere Rolle bei der Entdeckung und Förderung der Yoruba-Literatur spielte Oyekan Owomoyela, der in den USA lehrte und Sammelbände mit Tricksterzählungen und Sprichwörtern herausgab.

## Nigerianische Literatur in der Sprache der Igbo
Die Igbo haben einen eher geringen Beitrag zur nigerianischen Literatur geleistet. Der erste Kurzroman in Igbo wurde 1933 von Pita (Peter) Nwana geschrieben (Omenuko, 1935). Es handelt sich um eine historische Erzählung über einen armen Jungen, der zu einem wohlhabenden Händler und Oberhäuptling aufsteigt, aber seine Lehrlinge als Sklaven verkauft, um sich für die erlittenen Verluste an Gütern zu entschädigen, und dennoch verarmt. Die Bemühungen, Literatur in Igbo zu fördern, blieben zunächst lange Zeit weitgehend erfolglos, zumal Chinua Achebe 1958 mit Things Fall Apart seinen größten Bucherfolg in englischer Sprache erzielte. Auch Achebe weigerte sich, die Standardsprache Igbo zu verwenden. Erst in den 1970er Jahren traten einige Schriftsteller in Erscheinung, wie etwa Tony Ubesie, der 1993 jung verstarb. In den 1980er Jahren wurde Chi Ewere Ehihe Jie von Joseph Uchechuku Tagbo Nzeako veröffentlicht.

## Nigerianische Literatur in der Sprache Hausa

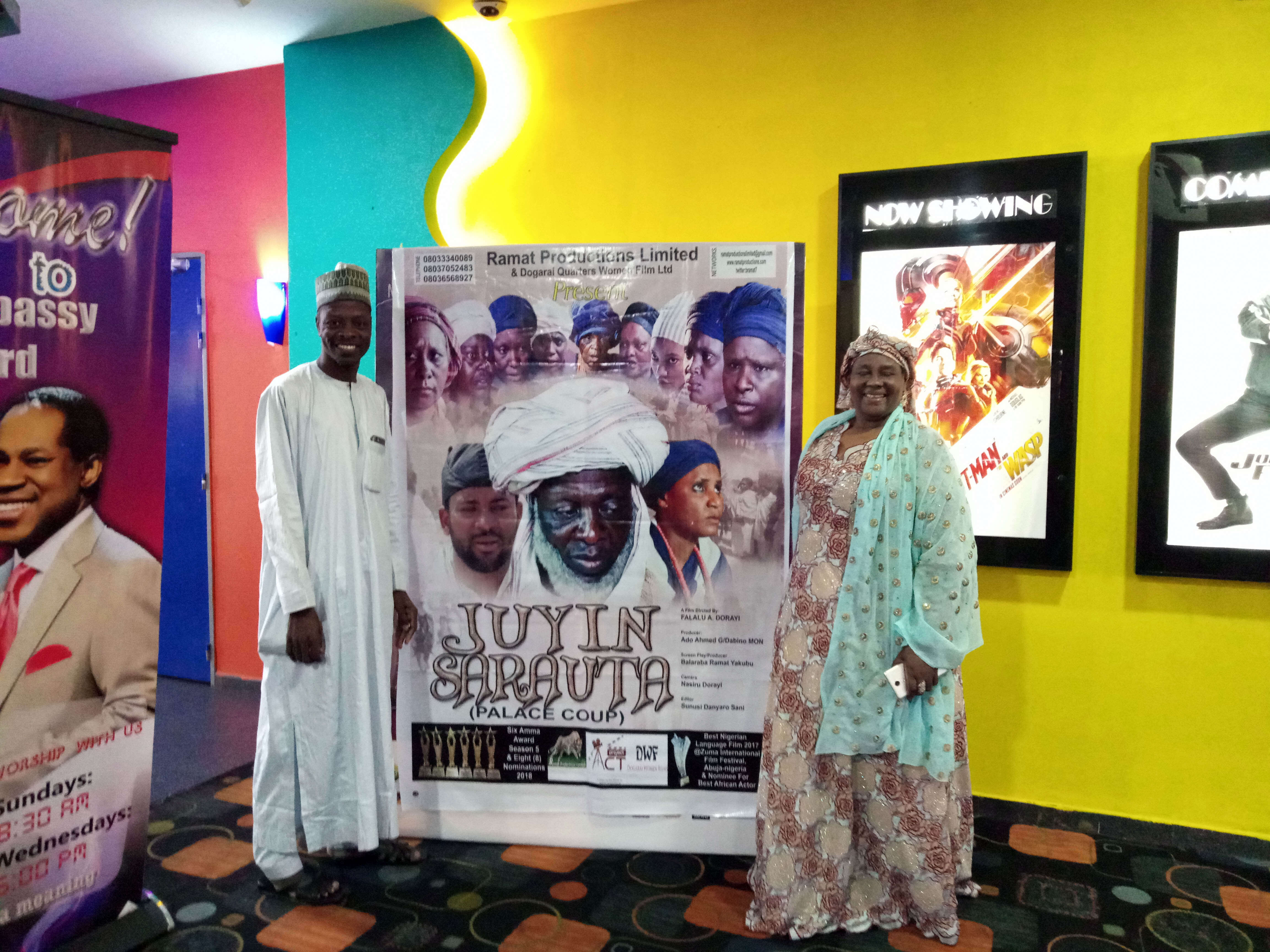
Balaraba Ramat Yakubu (rechts)

Die Hausa in Nordnigeria, Niger und Tschad sind mehr durch den Islam als durch westliche Einflüsse geprägt worden.
Die schriftliche Literatur Nordnigerias lässt sich in 4 Hauptperioden einteilen. Die erste ist die Periode der 14 Königreiche (10. bis 19. Jahrhundert), die zweite die Sokoto-Periode (19. bis 20. Jahrhundert), die dritte die Kolonialzeit (20. Jahrhundert) und die vierte die Zeit nach der Unabhängigkeit (20. Jahrhundert bis heute).
Vor 1804, dem Beginn des Sokoto-Kalifats, gab es viele Autoren, die Bücher über Theologie, Geschichte, Biografie, Mathematik, Sprache, Schrift, Dokumentationen, Geografie, Astronomie, Diplomatie und Poesie schrieben.
Ibn Furtu war der Chronist von Mai Idris Alooma. Er verfasste zwei historische Werke: Das Buch der Bornu-Kriege und das Buch der Kanem-Kriege, in denen die Kriege beschrieben werden, die Bornu von einem unabhängigen Sultanat in ein Reich verwandelten. Diese Werke wurden 1576 bzw. 1578 verfasst.
Muhammad abd al-Razzaq al-Fallati war ein Fulbe-Gelehrter aus dem 16. Jahrhundert im Hausaland, der K.fi'l-tawhid schrieb.
Uthman Ibn Idris von Borno sandte 1391–1392 einen Brief an den Mamluk-Sultan von Ägypten. Der Brief war diplomatischer Natur, enthielt aber auch Poesie und ein gelehrtes Verständnis des islamischen Rechts. Dieser Brief enthält das früheste erhaltene einheimische Gedicht, das in Nigeria verfasst wurde.
Muhammad al-Maghili schrieb im 15. Jahrhundert für Muhammad Rumfa die Schrift Über die Pflichten der Fürsten in Kano. Jahrhundert für Muhammad Rumfa. Al-Maghili war ein Berber aus Nordafrika, der in einem Gebiet geboren wurde, das heute zu Algerien gehört.
Muhammad ibn al-Sabbagh war ein Gelehrter und Autor aus Katsina, Nordnigeria, im 17. Jahrhundert. Er wurde während und nach seiner Zeit gefeiert und schrieb Lobgedichte für die Eroberung des Sultans von Borno gegen das Volk der Jukun. Er schrieb auch ein Gedicht, in dem er den Sultan von Katsina, Muhammad Uban Yari, lobte.
Muhammad ibn Masani war der Schüler von Muhammad ibn al Sabbagh und ebenfalls ein berühmter Gelehrter aus Katsina. Auch er verfasste im 17. Jahrhundert Werke in der Hausa-Sprache. Er schrieb viele Werke, darunter eine anthropologische Studie über das Volk der Yoruba. Dieses Werk wurde von Muhammad Bello, der etwa 200 Jahre später lebte, in seinem Infaq'l-Maysuur Azhar al-ruba fi akhbar Yuruba erwähnt. Es war einer der frühesten schriftlichen Berichte eines einheimischen Afrikaners über den transatlantischen Sklavenhandel, in dem er auch feststellte, dass freie Muslime aus allen Teilen Hausalandes entführt und an europäische Christen verkauft wurden. Er schrieb auch an einen Juristen im Yorubaland und erläuterte, wie man die Zeit für das Sonnenuntergangsgebet bestimmt. Sein Werk in Hausa war ein Gedicht, das er von einer Frau in Katsina gehört hatte, genannt Wakar Yakin Badara. Bislang ist bekannt, dass er zehn Bücher verfasst hat.
Abdullahi Suka war ein Kano-Gelehrter aus dem 17. Jahrhundert mit Fulbe-Abstammung, der mit seinem Werk Riwayar Annabi Musa die älteste erhaltene Literatur in Hausa geschrieben haben soll. Er verfasste auch Al-Atiya li'l muti (übersetzt: Das Geschenk des Spenders) und viele andere Werke.
Salih ibn Isaq schrieb 1658 einen Bericht über Birnin Garzargamu, in dem er die Hauptstadt von Borno während der Herrschaft von Mai Ali ibn Al Hajj Umar beschrieb.
Scheich Jibril ibn Umar war ein Gelehrter und Autor des 18. Jahrhunderts, der in seinem Werk Shifa al-Ghalil Muslime angriff, die indigene Glaubensrichtungen mit dem Islam vermischten. Die Vermischung animistischer Praktiken mit dem Islam war einer der Hauptgründe für den Dschihad von Uthman dan Fodio im 19. Jahrhundert.
Ihre Literatur geht auf Usman dan Fodio und das Sokoto-Kalifat zurück, d. h. auf das späte 18. Die frühen Werke wurden in Ajami, einer Variante der arabischen Schrift, geschrieben. Der Journalist und Dichter Abubakar Imam gab ab 1941 die erste Hausa-Zeitung, Gaskiya Ta Fi Kwabo, in Zaria heraus. Viele moderne Romane in Hausa wurden von Frauen verfasst (so genannte Kano-Markt-Literatur), wie die mehr als 30 Bücher von Hafsat Abdul Waheed, die Liebesromane von Balaraba Ramat Yakubu oder die Werke von Lubabah Ya'u.

## Zensur / Einschüchterung von Autoren
Das Recht auf freie Meinungsäußerung wird durch die nigerianische Verfassung (Abschnitt 39 - 1) von 1999 geschützt, mit der Nigeria zu einer Demokratie wurde. Es gibt auch keine von der Regierung kontrollierte Einrichtung, die Printmedien kontrollieren würde. In Nigeria gibt es 100 unabhängige Zeitungen. Im Jahr 2021 verbrachte der freiberufliche Reporter Luka Binniyat jedoch 91 Tage im Gefängnis, weil er einen Staatskommissar kritisiert hatte; ihm wurde „Cyberstalking“ vorgeworfen. Im Mai 2022 wurde der Reporter Prince Olamilekan Hammed verhaftet, nachdem er in den Vereinigten Staaten mutmaßliche kriminelle Aktivitäten des Gouverneurs von Ogun State, Dapo Abiodun, aufgedeckt hatte.
Die Nationale Film- und Videozensurbehörde kontrolliert Non-Print-Medien und hat 2002 die Veröffentlichung einiger Filme gestoppt, weil sie „obszöne Handlungen unter jungen Frauen“ zeigten.
Laut dem Weltindex für Pressefreiheit von Reporter ohne Grenzen lag Nigeria im Jahr 2020 auf Platz 115 von 180 Ländern. Das ist besser als Marokko (133) oder die Türkei (154), aber schlechter als andere westafrikanische Länder wie die Elfenbeinküste (68) oder Ghana (30).